# Honda Orthia
Honda Orthia (яп. ホンダ・オルティア, Honda Orutia)) — автомобиль с кузовом универсал, выпускавшийся японской компанией Honda. Оснащается поперечно расположенным двигателем, автоматической либо механической коробкой передач, а также передним либо полным приводом (Dual Pump System). Построен на базе шестого поколения Honda Civic. В начальной комплектации модель была доступна как Honda Partner.
Имелись следующие версии:
- 1.8GX, передний привод, 5-ступенчатая механическая либо 4-ступенчатая автоматическая КПП
- 2.0GX, передний или полный привод, 5-ступенчатая механическая либо 4-ступенчатая автоматическая КПП
- 2.0GX-S, полный привод 4-ступенчатая автоматическая КПП

В январе 1998 начался выпуск модификации 2.0GX-S Aero.
Производство Orthia было остановлено в январе 2002 года, в то время как родственная модель, Partner, выпускалась до марта 2006 года. На смену Orthia пришли универсал Airwave и минивэн Stream.

## Honda Partner (EY6/EY7/EY8/EY9; 1996—2006)
Коммерческая версия, получившая название Honda Partner (ホンダ・パートナー, Honda Pātonā), была представлена 15 марта 1996 года. Автомобиль оснащался двигателями D13 объёмом 1343 см3, D15 объёмом 1493 см3 или D16 объёмом 1590 см3. Partner с 1,6-литровым двигателем стал первым автомобилем Honda с низким уровнем выбросов. В январе 1998 года была установлена антиблокировочная тормозная система, а в 2000 году со стороны водителя была установлена подушка безопасности.
- Вид спереди
- Вид сзади